# M67 motorway
Der M67 motorway (englisch für Autobahn M67) ist eine 8 km lange Autobahn in England, die östlich von Manchester in das Longdendale und damit zum Peak District führt. Ihre Fortsetzung bildet die A57 road über den Snake Pass nach Sheffield. Die Autobahn wurde 1981 eröffnet. Die zunächst vorgesehene Verlängerung Richtung Sheffield wurde bisher nicht gebaut.